# Zdania podrzędne celowe w łacinie
Zdanie okolicznikowe celu (łac. sententia finalis) objaśnia cel czynności wyrażonej przez orzeczenie zdania nadrzędnego. Zdanie celowe wprowadza się spójnikami:
- ut lub uti = żeby
- ne = żeby nie
- quo = ut eo = aby tym; np. quo facilius = aby tym łatwiej
- quominus = aby tym mniej

Dodatkowe zdanie celowe zaprzeczone powiązane z tym samym orzeczeniem wprowadza się spójnikiem neve (i żeby nie). Zdania celowe podlegają następstwu czasów na ogólnych zasadach.
- Mortui sunt, ut liberi vivamus = Nie żyją, byśmy my mogli żyć wolni.
- Romani ab aratro adduxerunt Cincinnatum, ut dictator esset = Rzymianie przyprowadzili Cyncynnata prosto od pługa, żeby go zrobić dyktatorem.
- Legem brevem esse oportet, quo facilius ab imperitis teneatur = Ustawa powinna być krótka, żeby tym łatwiej ją rozumieli laicy.

Zaimki i partykuły nieokreślone typu aliquis, aliquid, aliquando itp. w połączeniu z ne tracą przedrostek, a więc:
- ne quis = żeby ktoś nie
- ne quid = żeby coś nie
- ne quando = żeby kiedyś nie

Zaimki i partykuły przeczące stawia się po ne i przekształca na ogólnych zasadach w zaimki i partykuły nieokreślone celem uniknięcia podwójnego przeczenia:
- żeby nikt = ne quisquam
- żeby nic = ne quicquam
- żeby nigdy = ne umquam

- Trasybulus legem tulit, ne quis ante actarum rerum accusaretur neve multaretur = Trazybulus ustanowił (to) prawo, żeby nikt nie był oskarżany w sprawach już osądzonych, i żeby nie był (z tego powodu) karany.
- Caesar portas claudi iussit, ne quam oppidani iniuriam acciperent = Cezar kazał zamknąć bramy miasta, żeby się mieszkańcom nie stała jaka krzywda

Jeśli w zdaniu celowym zaprzeczony jest tylko jeden wyraz, jako spójnika używa się ut non, ut minus etc.
- Mater puero facem dedit, ut noctu iter faciens non timeret = Matka dała chłopcu pochodnię, żeby się nie bał iść po nocy.

## Inne sposoby wprowadzania zdania celowego

### Zdanie względno-celowe
Istnieją też zdania celowe konstruowane na ogólnych zasadach, które jednak wprowadzane są przez formy zaimka względnego qui, quae, quod (który, która, które) oraz orzeczenia w coniunctivie np.:
- Caesar Labienum misit, qui auxilium peteret = Cezar wysłał Labienusa, żeby ten (dosł. który by) poprosił o pomoc.

Jest to zdanie względno-celowe. Od zwykłego zdania względnego odróżnia je to, że ma orzeczenie w coniunctiwie.